# Đại dịch COVID-19 tại Lào
Đại dịch COVID-19 được xác nhận tại Lào vào tháng 3 năm 2020. Lào được xem là một quốc gia dễ bị tổn thương bởi đợt bùng phát hơn do hệ thống y tế yếu. Đến hết ngày 13 tháng 4 năm 2024, Lào ghi nhận được 218,970 trường hợp nhiễm COVID-19 và 758 trường hợp tử vong.

## Dòng thời gian

### 2020

#### Tháng Ba
Vào ngày 13 tháng 3, các chính quyền địa phương đã đóng cửa một số cửa khẩu.
Vào ngày 24 tháng 3, Lào đã xác nhận hai ca nhiễm COVID-19 đầu tiên, trở thành quốc gia Đông Nam Á cuối cùng có ca nhiễm COVID-19.
Vào ngày 26 tháng 3, Thời báo Viêng Chăn xác nhân ca nhiễm COVID-19 thứ ba
Vào ngày 27 tháng 3, có thêm 3 ca được xác nhận, gồm hai người đàn ông từ Luông Pha-Băng và một từ Viêng Chăn.
Vào ngày 28 tháng 3, có thêm hai ca được xác nhận, nâng tổng số ca lên 8.
Vào ngày 30 tháng 3, có thêm một trường hợp được xác nhận, tổng cộng là 9.

#### Tháng Tư
Vào mùng 1 tháng 4, thêm một ca được xác nhận, tổng cộng là 10.
Vào mùng 5 tháng 4 năm 2020, trường hợp số 11 được báo cáo là một người đàn ông 55 tuổi đến từ Papua New Guinea.
Chính phủ đã thông báo một cuộc phong toả vào ngày 29 tháng 3, và bắt đầu vào ngày 30 tháng 3. Tất cả biên giới trên đất liền đều đóng cửa và những chuyến bay cuối cùng đi từ Luông Pha-Băng và Viêng Chăn vào ngày 1 tháng 4.

#### Tháng Năm
Đến ngày 18 tháng 5, thêm nhiều giới hạn đã được nới lỏng, cho phép đi lại trong nước mà không cho phép người đi lại ngoài nước.

#### Tháng Sáu
Vào ngày mùng 2 tháng 6, học sinh đã quay trở lại trường lớp..
Vào ngày mùng 4 tháng 6, chính phủ đã cho phép người nước ngoài đi lại trong nước.

#### Tháng Bảy
Vào ngày 25 tháng 7, một ca nhiễm mới được xác nhận. Đó là một người mang quốc tịch Hàn Quốc.

### 2021

#### Tháng Ba
Lào bắt đầu tiêm vaccine đợt thứ hai.

#### Tháng Tư
Vào ngày 30 tháng 4, 85 ca nhiễm mới ngoài cộng đồng đã được xác nhận.

#### Tháng Năm
Vào ngày 2 tháng 5, 112 ca nhiễm mới đã được xác nhận, nâng tống số ca nhiễm lên 993.
Vào tối ngày 4 tháng 5, chính phủ Lào đã quyết định sẽ kéo dài lệnh phong toả đến hết ngày 20 tháng 5.
Vào ngày 9 tháng 5, Lào xác nhận trường hợp tử vong đầu tiên, đó là một phụ nữ người Việt 53 tuổi, qua đời tại bệnh viện Setthathirath, thủ đô Viêng Chăn. Bà sinh sống tại phường Naxay, quận Xaysetha. Bệnh nhân được cho mắc các bệnh lý nền như tiểu đường và viêm gan B trước khi nhiễm virus SARS-CoV-2. Bệnh nhân trên được đưa vào viện hôm 30 tháng 4 và là ca bệnh thứ 364 của Lào.
Vào ngày 12 tháng 5, Lào đã phát hiện 55 ca nhiễm mới, với tỉ lệ người cao tuổi có xu hướng tăng. Tính đến chiều hôm đó, Lào có 1.088 trường hợp đang được chữa trị, 1 ca đã tử vong và 47 trung tâm cách ly hiện đang cách ly 3.386 người.
Vào ngày 13 tháng 5, Một người đàn ông mắc COVID-19 đã tử vong do bệnh nền và nhập viện muộn. Đây là ca tử vong thứ hai ở Lào.
Vào ngày 28 tháng 5, Lào ghi nhận ca tử vong thứ 3 là một người đàn ông 74 tuổi, sinh sống tại thủ đô Viêng Chăn, mắc bệnh tiểu đường và huyết áp cao. Người này nhập viện ngày 11/5 và dù được các bác sỹ tích cực cứu chữa nhưng đã tử vong vào 6h sáng cùng ngày.

#### Tháng Mười một
Ngày 19 tháng 11, Lào bắt đầu sản xuất thuốc điều trị COVID-19 dạng uống dưới sự giám sát của WHO.
Vào ngày 20 tháng 11, Lào đã cho phép tiêm ngừa COVID-19 cho thanh thiếu niên.
Vào ngày 22 tháng 11, Lào ghi nhận thêm 999 ca nhiễm mới và một trường hợp tử vong.
Vào ngày 26 tháng 11, Lào đã phê chuẩn việc tiêm mũi vaccine tăng cường cho lực lượng tuyến đầu.

## Thống kê
| Tỉnh            | Được xác nhận | Tử vong |
| --------------- | ------------- | ------- |
| Savannakhet     | 6,865         | 8       |
| Viêng Chăn      | 6,299         | 6       |
| Champasack      | 5,076         | 4       |
| Khammouane      | 2,503         | 1       |
| Salavane        | 1,653         | 1       |
| Bokeo           | 1,097         | 0       |
| Luangprabang    | 613           | 0       |
| Tỉnh Viêng Chăn | 341           | 1       |
| Bolikhamsay     | 138           | 0       |
| Luangnamtha     | 103           | 0       |
| Xaysomboun      | 82            | 0       |
| Xayabury        | 55            | 0       |
| Oudomxay        | 38            | 0       |
| Xiangkhouang    | 26            | 0       |
| Attapeu         | 12            | 0       |
| Sekong          | 8             | 0       |
| Phongsaly       | 7             | 0       |

Số ca mắc mới theo ngày
Số ca tử vong theo ngày

## Trợ giúp
Thời báo Lào nói rằng Trung Quốc sẽ gửi các chuyên gia y tế, thiết bị y tế và thuốc, để giúp Lào chống lại COVID-19.
Vào ngày 27 tháng 3 năm 2020, Việt Nam đã đề nghị giúp đỡ bằng cách gửi các thiết bị y tế trị giá 100.000US$. Sau đó ba ngày, các vật phẩm trên đã được Tỉnh đoàn Quảng Trị trao tặng tại cửa khẩu Lao Bảo.

## Kiểm duyệt
Một số người đã bị bắt giữ với cáo buộc lan truyền tin giả về đại dịch COVID-19.